# Чина посівна
Чи́на посівна́, або горо́шок сійний (Lathyrus sativus L.) — однорічна рослина родини бобових. Продовольча, технічна і кормова культура.

## Опис

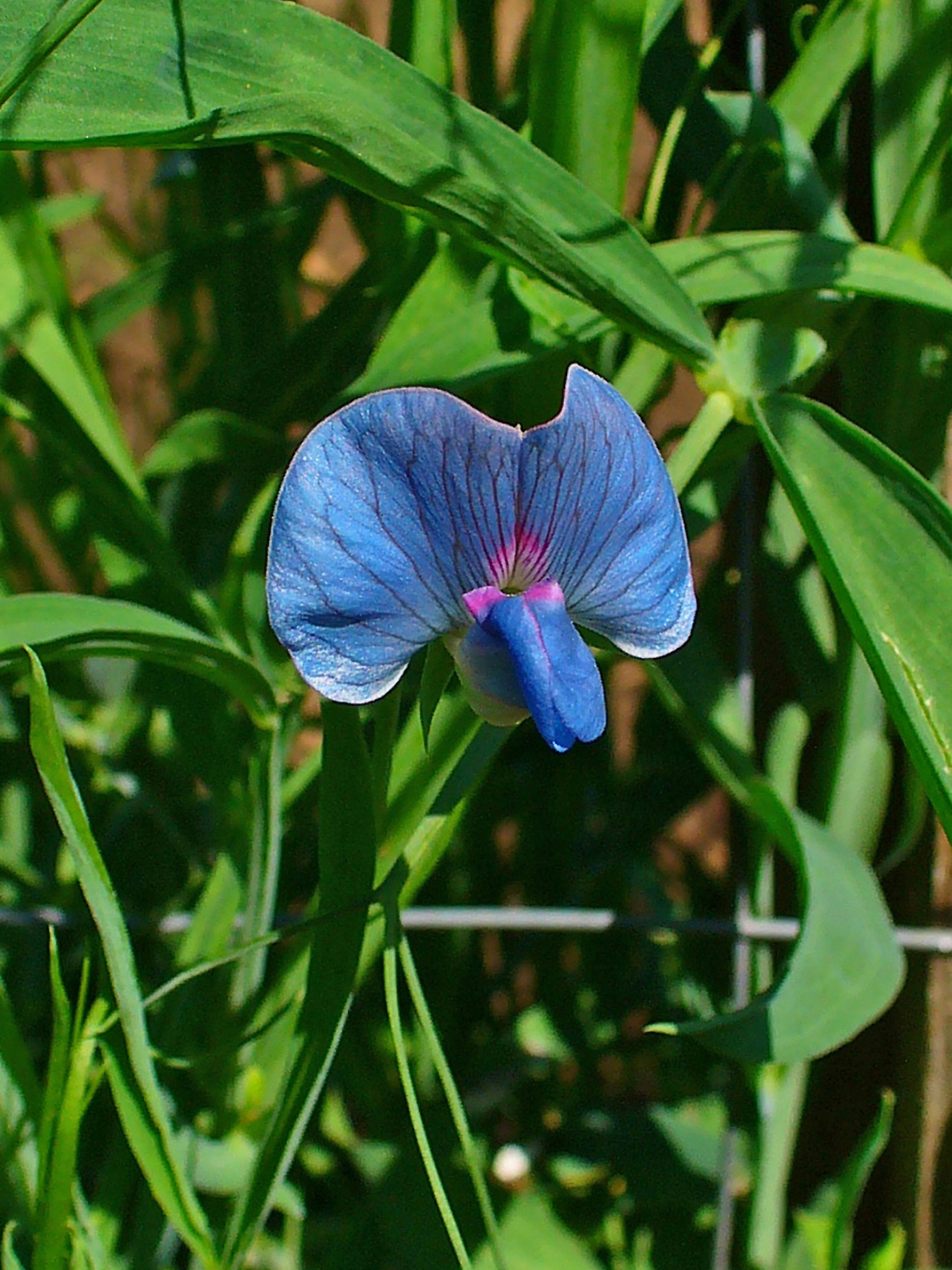
Квітка

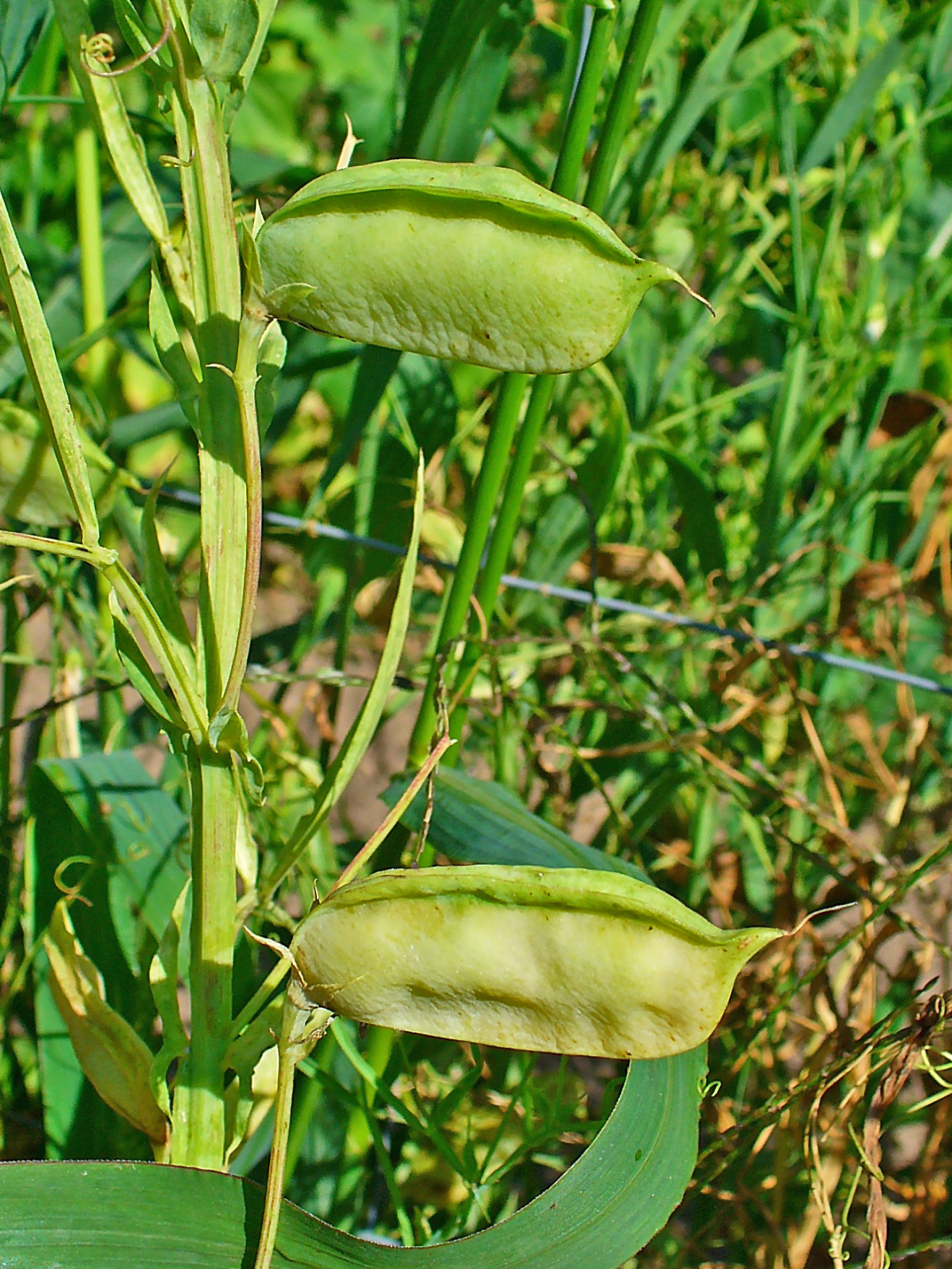
Боби

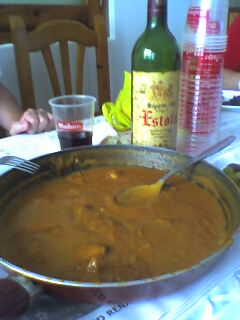
Страва з борошна чини посівної

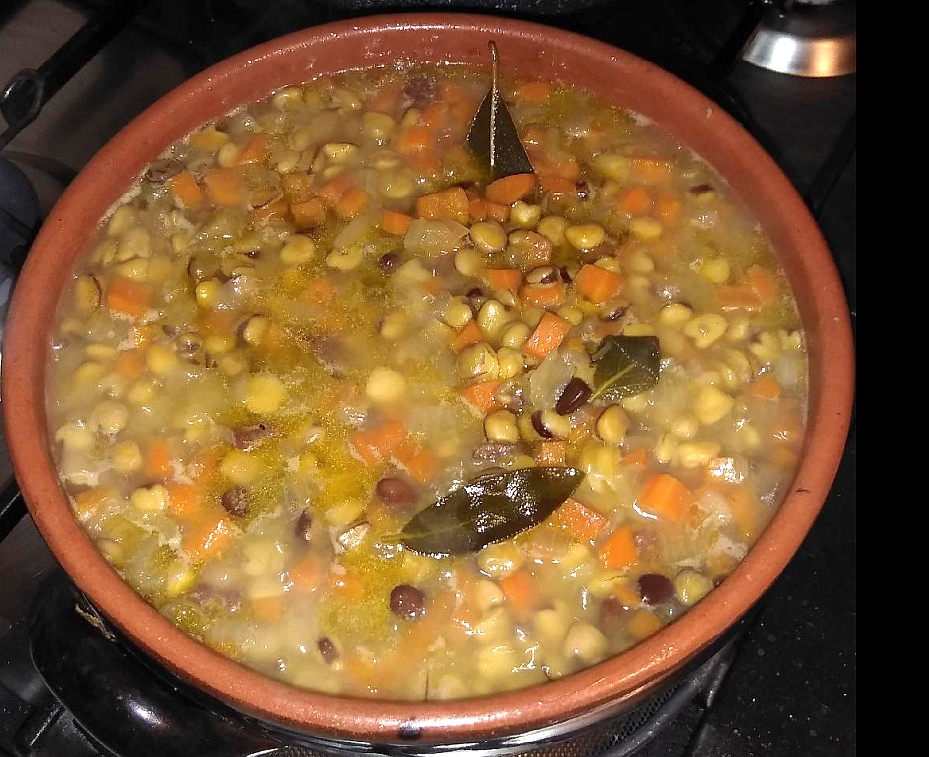
Італійська страва з чини посівної

Трав'яниста рослина зі стрижневим, добре розгалуженим коренем і полеглим двокрилим чотиригранним стеблом заввишки 30–100 см. Запушення дуже слабке. Прилистки напівстрілоподібні, листки з довгими крилатими черешками, однією парою ланцетних листочків (4–10 см завдовжки, 2,8–7,5 завширшки), закінчуються гіллястим вусиком.
Квітконоси 1–2 квіткові, до 6 см завдовжки; квітки 13,1–22 мм завдовжки, різного забарвлення: білі, іноді — сині або строкаті. Боби крилаті, широколінійні або овальні, до 4,5 см завдовжки, містять 1–7 насінин. Насінини клиноподібні, жовтувато-білі, рідше зеленуваті без малюнка або сірі з коричневим мармуровим або плямистим малюнком. За розміром насіння чини поділяють на великонасінну (вага 1000 насінин 250—600 г), середньонасінну (150—200 г) та дрібнонасінну (50—100 г).
Число хромосом — 2n = 14.

## Хімічний склад
Насіння містить 30,44–34,31 % білка, 38–42,5 % крохмалю, 0,61–0,68 % олії, 3,9–5,8 % — клітковини; 2,7–3,4 % — золи; 0,2–0,3 % — калію і 0,4–0,5 % фосфору. За біохімічною характеристикою чина не поступається гороху та сої, а клітковини містить навіть менше, ніж вони. За збором білка з одного гектара чина серед зернобобових культур займає провідне місце. Білки чини містять усі незамінні амінокислоти. В одному кілограмі зерна чини міститься: лізину — 17,2 г; метіоніну — 4,3; цистину — 2,6; триптофану — 2,9; аргініну — 22,7; гістидину — 6,3; лейцину — 31,6; фенілаланіну — 10; треоніну — 11,8; валіну — 12,6; гліцину — 8,2 грама.
Чина також багата на вітаміни. Зокрема, в 1 кг її зерна міститься (у мг): тіаміну — 7,2; рибофлавіну — 2,0; нікотинової кислоти — 30,0; пантотенової кислоти — 13,0; токоферолів — 51,4. Вона містить й мінеральні речовини.

## Поширення
Різновид чини посівної з великим насінням походить із Середземномор'я, з дрібним — з країн Південно-Західної Азії. У дикому стані невідомий, але легко дичавіє. Як культурна рослина вирощувалась ще древніми греками і римлянам, була відома в Єгипті та Індії. Перші згадки про вирощування чини в Російській імперії належать до 1883 року.
Тепер її вирощують у Південно-Західній Азії і Північній Африці, а також у деяких країнах Європи (Іспанії, Франції, Угорщині, Італії та ін.). Світова посівна площа чини близько 500 тис. га.
У колишньому СРСР чину вирощували до 50–51 градусів північної широти в західній частині країни і до 55–57 градусів північної широти — у східній. Посівні площі у пострадянських країнах складають близько 10 тис. га. Вирощують культуру в Татарстані, Башкортостані, Челябінській області, Поволжі, Азербайджані та Таджикистані. В Україні чину посівну вирощують у правобережних районах лісостепової і степової зон.

## Екологія
Рослина потребує тепла, але разом з тим це холодостійка культура. Насіння проростає при температурі 2–3 °C, сходи витримують заморозки до −8 °C. Середня сума необхідного тепла за весь період вегетації (80–110 днів) коливається між 2000 і 2400 °C. Добре витримує посуху. Її коріння проникає на глибину до 2 м, коренева система добре розгалужена, а дрібні листочки сприяють незначному випаровуванню води та економному її використанню. Добре росте на чорноземах і легких суглинних ґрунтах. Стійка до пошкоджень комахами. Самозапилювана рослина.

## Застосування

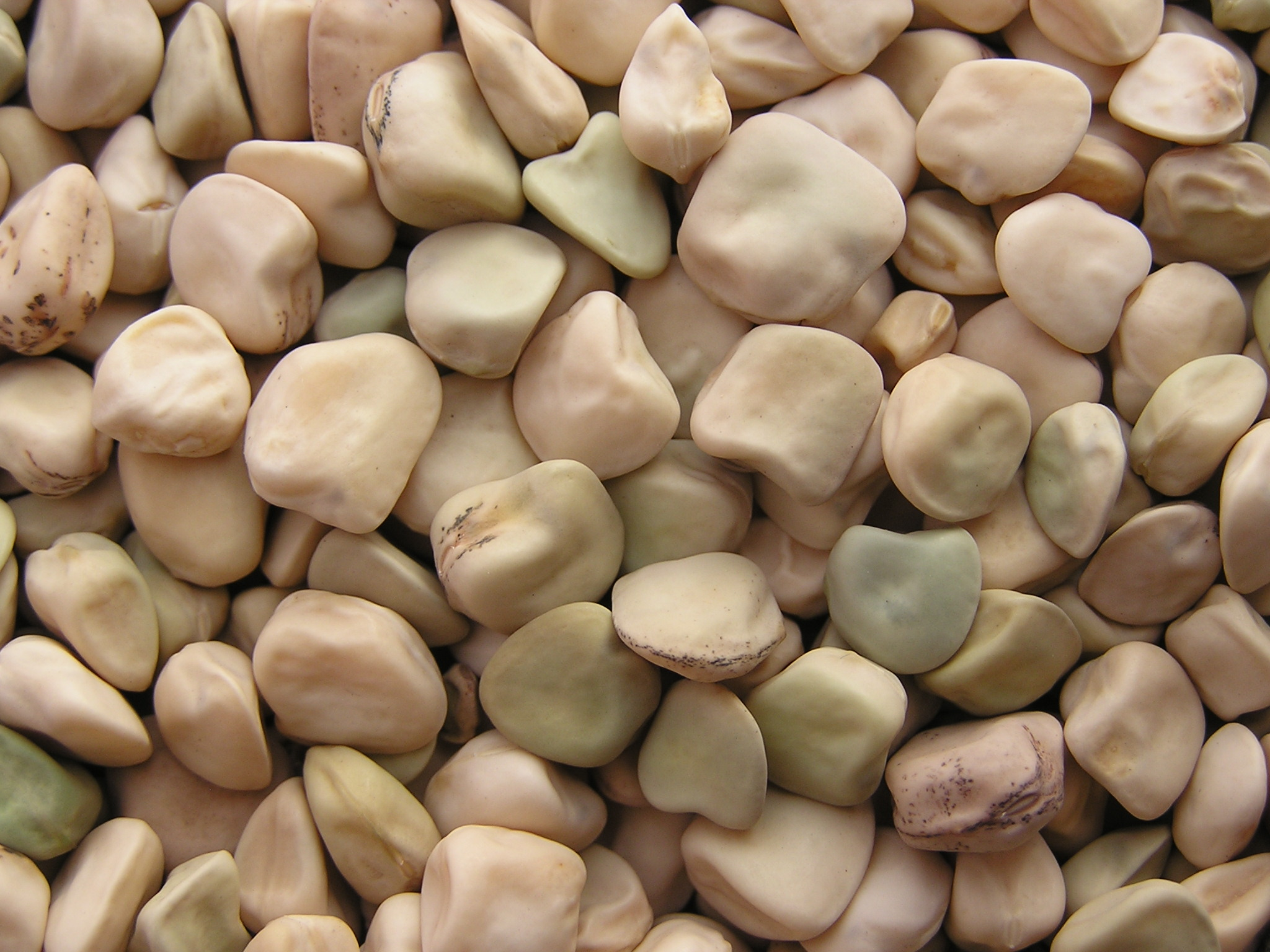
Зерна

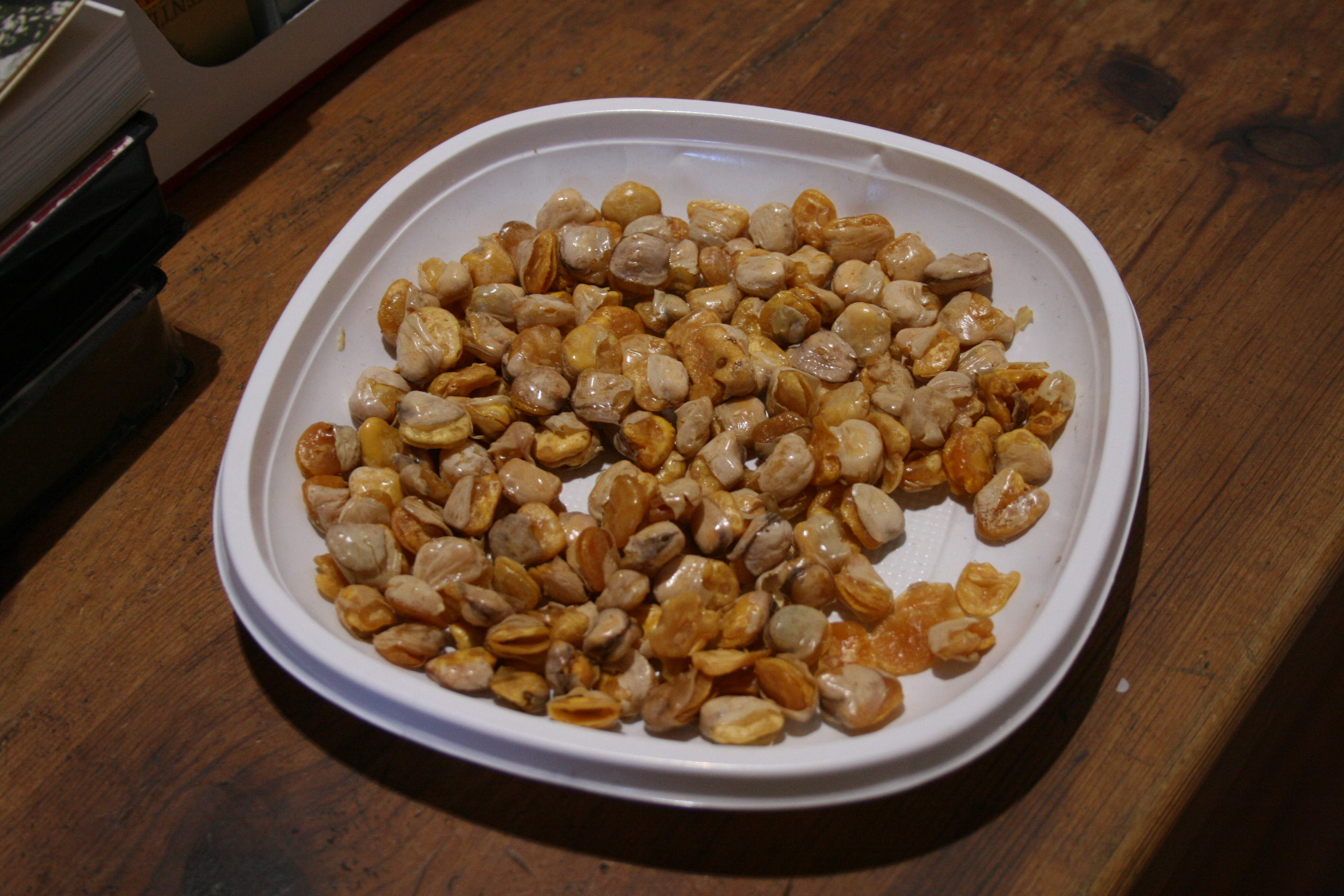
Страва з підсмаженої чини посівної

За харчовою цінністю мало поступається перед горохом. Вона йде на зелений корм, на сіно і для випасу худоби. Сіно її містить таку саму кількість білків, як і люцернове. Зелений корм використовують для відгодівлі свиней. У зеленій масі чини міститься багато каротину (провітаміну А), потрібного для нормального росту й розвитку тварин.
З насіння готують супи і каші, перемелюють на борошно та додають у хліб. Зерно використовують також для виготовлення сурогату кави. Воно також йде на виробництво пластмас і казеїну, який за якістю наближається до казеїну тваринного походження. Можливе використання чини як зеленого добрива. У сівозміні вирощують після озимих і просапних культур. Вона поліпшує фізичні властивості та режим живлення ґрунту, очищає поля від бур'янів, сприяє кращому проникненню вологи в ґрунт. На коренях чини є бульбочки, в яких містяться бульбочкові бактерії, що асимілюють азот із повітря. Озимі культури, вирощені після чини, значно додають у вмісті білка й поліпшують хлібопекарські властивості борошна. Найкращі попередники чини в зоні Степу — озимі зернові, ячмінь, кукурудза, просо широкорядного висіву та баштанні культури. В зоні Лісостепу чину найкраще висівати після озимої пшениці, кукурудзи, цукрових буряків та картоплі.
Істотним недоліком виду є наявність у ньому фітинової кислоти, що адсорбується організмами.

### Вирощування
Сівбу проводять в ранні терміни звичайним рядовим або узкорядним способом. У разі запізнення із сівбою урожайність її знижується. Норма висіву складає 150—250 кг/га, сіють на глибину 4–6 см. Урожайність залежить від ґрунтових і кліматичних умов і складає для насіння до 40,7 ц/га; зеленої маси — від 90 до 200 ц/га. Найбільша врожайність чини спостерігається за рядкового способу сівби.
На зелений корм і на сіно може вирощуватися разом з вівсом, ячменем, могаром, суданською травою.
До ґрунту чина менш вибаглива, ніж горох. Найпридатніші для її вирощування легкі супіщані, суглинкові ґрунти та чорноземи з достатнім вмістом кальцію. Важкі глинисті, перезволожені ґрунти, а також засолені для чини малопридатні.
Найпоширеніші сорти: Красноградська 6, Кінельська 7, Кубанська 492, Краснодарська 1, Степова 21, Кормова 31, Білянка.